# Pterastericola sprenti
Pterastericola sprenti — вид війчастих плоских червів родини Pterastericolidae. Вид відомий лише навколо острова Герон біля узбережжя штату Квінсленд в Австралії. Хробак паразитує у порожнинах морської зірки Ophidiaster granifer.